# Emma Laird
Emma Laird (Chesterfield, 8 settembre 1998) è una modella e attrice inglese.

## Biografia
Scoperta all'età di 18 anni da un talent scout dell'agenzia Models 1 presso il festival di Reading e Leeds, ha lavorato per sette anni come modella. Nel 2019 è stata il volto della campagna pubblicitaria autunno-inverno di Pandora. Laird ha parlato in maniera molto critica dell'industria della moda, definendola «molto pericolosa per le ragazze giovani».
Dopo aver lasciato la moda, ha studiato recitazione alla New York Film Academy, esordendo nel 2021 nella serie Mayor of Kingstown su Paramount+. Lo stesso anno Variety l'ha inclusa nella sua lista delle migliori 10 promesse del cinema e della TV inglesi.

## Filmografia

### Cinema
- Assassinio a Venezia (A Haunting in Venice), regia di Kenneth Branagh (2023)
- The Brutalist, regia di Brady Corbet (2024)

### Televisione
- Mayor of Kingstown – serie TV, 30 episodi (2021–2024)
- The Crowded Room – miniserie TV, 5 puntate (2023)

### Video musicali
- Thing for You – David Guetta e Martin Solveig (2019)

## Doppiatrici italiane
Nelle versioni in italiano delle opere in cui ha recitato, Emma Laird è stata doppiata da:
- Luisa D'Aprile in Mayor of Kingstown
- Emanuela Ionica in Assassinio a Venezia
- Lucrezia Marricchi in The Crowded Room
- Silvia Avallone in The Brutalist